# Чёрная (приток Сыма)

Чёрная — река в России, протекает в Косинском районе Пермского края. Устье реки находится в 13 км по левому берегу реки Сым. Длина реки составляет 12 км.
Исток реки находится у деревни Панино и в 10 км к юго-востоку от посёлка Касимовка. Река течёт на северо-восток, затем поворачивает на юго-восток. Всё течение проходит по ненаселённому лесному массиву.

## Данные водного реестра
По данным государственного водного реестра России относится к Камскому бассейновому округу, водохозяйственный участок реки — Кама от истока до водомерного поста у села Бондюг, речной подбассейн реки — бассейны притоков Камы до впадения Белой. Речной бассейн реки — Кама.
По данным геоинформационной системы водохозяйственного районирования территории РФ, подготовленной Федеральным агентством водных ресурсов:
- Код водного объекта в государственном водном реестре — 10010100112111100003130
- Код по гидрологической изученности (ГИ) — 111100313
- Код бассейна — 10.01.01.001
- Номер тома по ГИ — 11
- Выпуск по ГИ — 1